# Leptodactylus laticeps
Leptodactylus laticeps és una espècie de granota que viu a l'Argentina, Bolívia i Paraguai.